# Mary W. Gray
Mary Lee Wheat Gray (Nebraska, 8 de abril de 1938) é uma matemática, estatística e advogada norte-americana. Ela é autora de livros e artigos nas áreas de matemática, educação matemática, ciência da computação, estatística aplicada, liberdade econômica, lei de discriminação e liberdade acadêmica.

## Carreira
Gray foi um dos membros fundadores da Associação para Mulheres em Matemática (AWM) e o primeiro presidente da AWM de 1971 a 1973. Como relatado em A Brief History of the Association for Women in Mathematics: The Presidents's Perspectives, de Lenore Blum, "Como Judy Green se lembra (e Chandler Davis, amigo da AWM, concorda): 'A ideia formal de mulheres se reunindo e formando uma bancada foi feita publicamente em uma reunião do MAG [Grupo de Ação Matemática] em 1971 ... em Atlantic City. Joanne Darken, então instrutora na Temple University e agora no Community College of Philadelphia, levantou-se na reunião e sugeriu que as mulheres presentes permanecessem e formam uma caucus. Consegui documentar seis mulheres que permaneceram: eu (eu era estudante de pós-graduação em Maryland na época), Joanne Darken, Mary [W.] Gray (ela já estava na Universidade Americana), Diane Laison (então instrutora no Temple), Gloria Olive (professora sênior na Universidade de Otago, Nova Zelândia, que estava visitando os EUA na época) e Annie Selden... Não está absolutamente claro o que aconteceu depois, exceto que eu pessoalmente sempre pensei que Mary era responsável por organizar tudo ....'". Mary W. Gray foi a organizadora inicial, colocando um anúncio nos Avisos de Fevereiro de 1971 da AMS, e escrevendo a primeira edição do AWM Newsletter em maio. Mais uma vez, como relatado por Lenore Blum, "O que eu me lembro de ouvir sobre Mary [W.] Gray e os Encontros de Atlantic City, na verdade o que animou minha curiosidade, foi um evento totalmente diferente, que também foi para alterar dramaticamente o caráter da comunidade matemática. Naqueles anos, a AMS era governada pelo que só podia ser chamado de "rede de velhos", fechada a todos, menos àqueles do círculo interno. Mary desafiou isso, sentado na reunião do Conselho em Atlantic City. Quando lhe disseram que tinha que sair, ela se recusou a dizer que esperaria até a polícia chegar. (Mary relata a história de forma um pouco diferente: Quando lhe disseram que tinha que sair, ela respondeu que não conseguia encontrar regras nas leis que restringiam a presença nas reuniões do Conselho. Ela foi então informada que era por "acordo de cavalheiros". Naturalmente Mary respondeu: "Bem, obviamente eu não sou cavalheiro". Após esse período, as reuniões do Conselho foram abertas aos observadores e o processo de democratização da Sociedade tinha começado. "Uma Breve História da Associação para Mulheres na Matemática: As Perspectivas dos Presidentes dedica um capítulo a Mary W. Gray intitulado "Mary Gray (1971-1973): A mãe de todos nós". Ela trabalhou em estreita colaboração com sua colega da UA, a química Nina Roscher para melhorar os recursos para mulheres e minorias em matemática e ciências e impedi-las de abandonar as aulas. Eles criaram um programa de aprendizagem para ajudar a mostrar às alunas do primeiro ano uma perspectiva interdisciplinar e orientada para as pessoas dos cientistas. O programa, financiado por uma bolsa de US$ 95 000 da National Science Foundation (NSF), incluiu um curso de seminário seguido de um aprendizado de dois meses trabalhando com um cientista engajado no trabalho de política científica.

## Trabalhos publicados

### Livros
- Gray, Mary W. (1970). Radical approach to algebra. Reading, Massachusetts: Addison-Wesley Pub. Co. OCLC 80899
- Gray, Mary W. (1972). Calculus with finite mathematics for social sciences. Reading, Massachusetts: Addison-Wesley Pub. Co. ISBN 9780201025736

### Artigos de periódicos
Gray publicou mais de 80 artigos.
- Gray, Mary; Bergmann, Barbara R. (setembro de 2003). «Student teaching evaluations: Inaccurate, demeaning, misused». Academe. 89 (5): 44–46. JSTOR 40253388. doi:10.2307/40253388